# تلفزيون أفغانستان الوطني

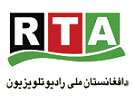
شعار هيئة اذاعة وتلفزيون أفغانستان حتى 12 مارس 2010

تلفزيون أفغانستان الوطني (بالفارسية: تلویزیون ملی) هي قناة تلفزيونية مملوكة للدولة في أفغانستان، تم إطلاقها في عام 1977 وجزء من إذاعة وتلفزيون أفغانستان العامة (RTA).